# Caridad Bravo Adams
Caridad Bravo Adams (Villahermosa, Tabasco, 14 de enero de 1908-Ciudad de México, 13  de agosto de 1990) fue una escritora mexicana. Hija de actores cubanos, dedicó su vida a la creación de historias dramáticas para radionovelas, películas y telenovelas.
Sus historias han sido llevadas a la pantalla chica y a la pantalla grande por toda América Latina, siendo sus obras más famosas Corazón salvaje, Bodas de odio y La mentira. Aunque han sido adaptadas en varias naciones, destacó principalmente en la creación de historias para telenovelas en México.
Falleció el 13 de agosto de 1990 en la Ciudad de México por causas naturales. Después de su muerte, la Editorial Diana publicó una compilación de sus historias para televisión noveladas para poder publicarlas en libros.

## Biografía
Nacida el 14 de enero de 1908 en Villahermosa, Tabasco, Caridad Bravo Adams fue hija de una pareja de actores cubanos que emigraron a la ciudad de Villahermosa, y hermana del actor León Bravo, quien fue uno de los pilares para la radio y la televisión venezolana. Con 16 años, Caridad escribió su primer libro de poesía titulado Pétalos sueltos, seguido de otros libros del mismo género.[cita requerida]
En los años 30 se radicó en la Ciudad de México, dedicada al periodismo y la actuación. Su labor periodística la llevó a formar parte del Ateneo Mexicano de Mujeres, al que perteneció hasta que en 1936 decidió ir a Cuba. Allí escribió la radionovela Yo no creo en los hombres, primera pieza melodramática de su obra, basada en una historia real que sucedió en Cuba con una mujer encarcelada por matar a un hombre que intentaba abusar de ella. De ahí el escritor Manuel Canseco Noriega escribió la novela Corona de lágrimas.
Realizó después un par de novelas históricas acerca de la independencia de Cuba; con el gobierno de Fidel Castro, Caridad decidió dejar la isla y regresar a su país, y fue en México donde escribió novelas como La mentira, Corazón salvaje, La Intrusa, Lo imperdonable, Pecado mortal y Bodas de odio, que la convirtieron en la escritora más prolífica del género más popular de Hispanoamérica.[cita requerida]
Después de su muerte, la empresa Televisa no solamente ha hecho nuevas versiones de sus novelas más exitosas —como Corazón salvaje, La mentira, Bodas de odio— sino que además ha realizado por primera vez para la televisión novelas que nunca se habían hecho, como Cañaveral de pasiones, Tormenta en el paraíso y otras.[cita requerida]

## Obras

### Libros
La Editorial Diana publicó libros con los argumentos de telenovelas de la autora, en versión novelada.
A los 16 años publicó su primer libro de poesía, titulado Pétalos sueltos, al que le siguieron Cuatrilogía primordial (San Salvador), Reverberación (Caracas), Trópico (México) y Marejada (La Habana).
En los años 30 radicó una larga temporada en México, dedicada al periodismo cultural y a la actuación. Por esa época formó parte de la mesa directiva del Ateneo Mexicano de Mujeres.
Al ir a Cuba escribió la radionovela Yo no creo en los hombres, primera de una serie de piezas melodramáticas que la convirtieron en autora de obras de ese género, tan popular en Hispanoamérica.
Después hizo una novela histórica sobre Antonio Maceo y otra sobre Ignacio Agramonte, héroe de la independencia en Cuba.
Al ascender Fidel Castro al poder regresó a su país, ahí en México fue en donde escribió exitosas obras como La mentira, El precio de un hombre, Corazón salvaje, La intrusa, Lo imperdonable y Bodas de odio, entre muchas otras que le valieron innumerables premios.
La única obra de teatro que escribió, Agustín Ramírez, fue representada en el Casino de la Selva de Cuernavaca, en 1962. Durante su desarrollo profesional fue ampliamente reconocida por sus escritos y estos le granjearon premios como la medalla Nezahualcóyotl, que otorga la Sociedad General de Escritores de México (Sogem).
Bravo Adams escribió más de 20 libros, varios de los cuales fueron adaptados por ella para telenovelas y otros incluso readaptados para otra generación de televidentes. Entre sus obras destacan:
"Reverberación"  (1931),
"La mentira" (1950),
"Corazón salvaje" (1957), 
"Bodas de odio" (1960),
"Cita con la muerte" (1962), 
"Águeda" (1965),
"Tzintzuntzan" (1967),
"20 historias de amor" (1968), 
"Deborah" (1969), 
"Trópico de fuego" (1975),
"Lo que tu callas" (1977),
"Nuestro amor" (1975),
"Sol de invierno" (1979), 
"Paraíso maldito" (1984), 
"Al pie del altar",
"El enemigo",
"Aprendiendo a amar",
"Orgullo de mujer" y 
"Águilas frente al sol".

### Cine
La mentira
- La mentira - México (1952) con Marga López, Jorge Mistral y Gina Cabrera
- La mentira - México (1970) con Julissa, Enrique Lizalde y Blanca Sánchez.

Yo no creo en los hombres
- Yo no creo en los hombres - México (1954) con Sara Montiel y Roberto Cañedo

La intrusa
- La intrusa - México (1954) con Rosario Granados y Eduardo Fajardo

Pecado mortal
- Pecado mortal - México (1955) Con Gloria Marín y Silvia Pinal

El engaño
- Estafa de amor - México (1955) con Elsa Aguirre y Ramón Gay
- Estafa de amor - México (1970) con Maricruz Olivier y Jorge Rivero

Corazón salvaje
- Corazón salvaje - México (1956) con Martha Roth, Rafael Bertrand y Christiane Martel
- Corazón salvaje - México (1968) con Angélica María, Julio Alemán y Teresa Velázquez

Orgullo de mujer
- Orgullo de mujer - México (1956) con Elsa Aguirre y Eduardo Fajardo

Cuentan de una mujer
- Cuentan de una mujer - México (1959) con Marga López y Sonia Furió

### Telenovelas
La mentira
- La mentira - México (1965) con Julissa, Enrique Lizalde y Fanny Cano.
- Calúnia - Brasil (1966) con Fernanda Montenegro, Sergio Cardoso y Geórgia Gomide.
- La mentira - Venezuela (1972) con Eva Moreno, Oscar Martínez y Eva Blanco.
- El amor nunca muere - México (1982) con Christian Bach, Frank Moro y Silvia Pasquel. (Versión libre)
- La mentira - México (1998) con Kate del Castillo, Guy Ecker y Karla Álvarez. (Original basado en La mentira de 1965)
- El juramento - Estados Unidos (2008) con Natalia Streignard, Osvaldo Ríos y Dominika Paleta (Versión de La mentira de 1998)
- Cuando me enamoro - México (2010) con Silvia Navarro, Juan Soler y Jessica Coch. (Versión muy Libre de La mentira de 1998)
- Corações Feridos - Brasil (2012) con Patrícia Barros, Flávio Tolezani y Cynthia Falabella. (Versión de La mentira de 1998)
- Lo imperdonable - México (2015) con Ana Brenda Contreras, Iván Sánchez, Grettell Valdez y Sergio Sendel

Yo no creo en los hombres
- No creo en los hombres - México (1969) con Maricruz Olivier y Carlos Fernández.
- Yo no creo en los hombres - México (1991) con Gabriela Roel y Alfredo Adame.
- 2ª parte de Velo de novia – México (2003) con Susana González y Eduardo Santamarina. (Versión libre)
- Yo no creo en los hombres – México (2014) con Adriana Louvier y Gabriel Soto (Versión libre).[5]

La intrusa / Gabriela
- La intrusa - México (1964) con José Elías Moreno y Luz María Aguilar.

Pecado mortal
- Pecado mortal - México (1960) con Amparo Rivelles, Elsa Cárdenas, Osvaldo Calvo y Tito del Junco.
- Abrázame muy fuerte - México (2000) con Victoria Ruffo, Aracely Arámbula, Fernando Colunga y César Évora. (Versión libre)
- Que te perdone Dios- México (2015) con Rebecca Jones, Zuria Vega, Mark Tacher y Sergio Goyri. (Versión de Abrázame muy fuerte)

El engaño / Estafa de amor
- Estafa de amor - México (1961) con Amparo Rivelles y Raúl Ramírez.
- Estafa de amor - México (1968) con Maricruz Olivier y Enrique Lizalde.
- Estafa de amor - Colombia (1971) con Óscar Golden y Judy Henríquez.[6]
- El engaño - México (1986) con Erika Buenfil y Frank Moro. (Versión muy libre)
- Laberintos de pasión - México (1999) con Leticia Calderón, Francisco Gattorno y Cesar Évora. (Original basado en Estafa de amor)
- Corazón que miente - México (2016) con Thelma Madrigal, Pablo Lyle y Diego Olivera. (Versión de Laberintos de pasión)

Corazón salvaje
- Corazón salvaje - México (1966) con Julissa, Enrique Lizalde y Jacqueline Andere.
- Juan del diablo – Puerto Rico (1966) con Braulio Castillo y Gladys Rodríguez.
- Corazón salvaje - México (1977) con Angélica María, Martín Cortés y Susana Dosamantes.
- Corazón salvaje - México (1993) con Edith González, Eduardo Palomo y Ana Colchero. (Versión libre)
- Corazón salvaje - México (2009) con Aracely Arámbula y Eduardo Yáñez. (Fusión con Yo compro esa mujer de Olga Ruilópez)

Orgullo de mujer
- El otro - México (1960) con Julio Alemán y Amparo Rivelles.
- El otro - Perú (1962) con Ricardo Blume y Teté Rubina.
- Por tu amor - México (1999) con Gabriela Spanic y Saúl Lisazo. (Versión libre)

El enemigo
- El enemigo - México (1961) con Luz María Aguilar y Augusto Benedico.
- El enemigo - México (1979) con Daniela Romo y Jorge Vargas.
- Desencuentro - México (1997) con Daniela Castro y Ernesto Laguardia. (Basada en El enemigo de 1961)

La colmena
- La colmena - Perú (1962) con Saby Kamalich.

Adiós, amor mío
- Adiós, amor mío - México (1962) con Amparo Rivelles y José Gálvez.

Más allá del corazón
- Más allá del Corazón - Perú (1963) con Olga Cabrejos y Saby Kamalich.

Cita con la muerte
- Cita con la muerte - México (1963) con Jacqueline Andere y Rafael Banquells.

Cristina Guzmán
- Cristina Guzmán - México (1966) con Amparo Rivelles y Enrique Rocha.

Sueña conmigo, Donaji
- Sueña conmigo, Donaji - México (1967) con Teresa Velázquez y Héctor Andremar.

Más fuerte que el odio / Amor en el desierto
- Amor en el desierto - México (1967) con Guillermo Murray y Jacqueline Andere.

Lo prohibido
- Lo prohibido - México (1967) con María Rivas y Carlos Bracho.

Deborah
- Deborah - México (1967) con Guillermo Murray y Lucy Gallardo.

La desconocida
- Pasión gitana - México (1968) con Teresa Velázquez y Aldo Monti.

Águeda
- Águeda - México (1968) con Angélica María y Antonio Medellín.

Cristina
- Yo sé que nunca - México (1970) con Julissa y Enrique Álvarez Félix.
- Nunca te olvidaré - México (1999) con Edith González y Fernando Colunga. (Versión libre)
- Jamais Te Esquecerei - Brasil (2003) con Ana Paula Tabalipa y Fábio Azevedo. (Versión de Nunca te olvidaré)

El precio de un hombre
- El precio de un hombre - México (1970) con Teresa Velázquez y Carlos Bracho.
- El amor no tiene precio - México (2005) con Susana González y Víctor Noriega. (Fusión con Regina Carbonell de Inés Rodena)

La hiena
- La hiena - México (1973) con Amparo Rivelles y Ofelia Medina.

Lo imperdonable
- Lo imperdonable - México (1975) con Amparo Rivelles, Armando Silvestre y Rogelio Guerra.
- Lo imperdonable - Argentina (1981) con Betiana Blum, Aldo Barbero y Eduardo Rudy.
- Siempre te amaré - México (2000) con Laura Flores, Fernando Carrillo y Arturo Peniche. (Versión libre)
- Lo imperdonable - México (2015) con Ana Brenda Contreras, Iván Sánchez, Grettell Valdez y Sergio Sendel. (Fusión con La mentira y Tzintzuntzán, la noche de los muertos)

Mamá
- Mamá - Venezuela (1975) con Libertad Lamarque y Martín Lantigua.

Aprendiendo a amar
- Aprendiendo a amar - México (1979) con Ernesto Alonso y Susana Dosamantes.

Alma y carne
- Conflictos de un médico - México (1980) con Frank Moro y Úrsula Prats.

Bodas de odio
- Bodas de odio - México (1983) con Christian Bach, Miguel Palmer y Frank Moro. (Versión libre)
- Amor real - México (2003) con Adela Noriega, Fernando Colunga y Mauricio Islas.
- Lo que la vida me robó - México (2013) con Angelique Boyer, Sebastian Rulli y Luis Roberto Guzmán. (Versión libre)

Herencia maldita
- Herencia maldita - México (1986) con Angélica María y Miguel Palmer. (Versión libre)

Una sombra entre los dos / Al pie del altar
- Cañaveral de pasiones - México (1996) con Daniela Castro, Juan Soler, Francisco Gattorno y Patricia Navidad. (Versión libre)
- Canavial de Paixões - Brasil (2003) con Bianca Castanho y Gustavo Haddad.
- Abismo de pasión - México (2012) con Angelique Boyer, David Zepeda, Mark Tacher y Livia Brito (Versión libre de Cañaveral de pasiones)

Tormenta de pasiones
- Tormenta de pasiones - México (1968) con Héctor Andremar y Teresa Velázquez.
- La esposa virgen - México (2005) con Adela Noriega, Jorge Salinas y Sergio Sendel. (Original basado en Tormenta de pasiones)

Un paraíso maldito / Azul infierno
- Tormenta en el paraíso - México (2007) con Sara Maldonado y Erick Elías.

Tzintzuntzán, la noche de los muertos
- Lo imperdonable - México (2015) con Gabriela Mellado y Sebastián Zurita. (Fusión con La mentira y Lo imperdonable)

### Adaptaciones
- Simplemente María - Perú (1969) con Saby Kamalich, Ricardo Blume y Braulio Castillo. (Original de Celia Alcántara)
- Velo de novia - México (1971)  con Julissa y Andrés García. (Original de Janete Clair)
- Doménica Montero - México (1978) con Irán Eory, Rogelio Guerra y Raquel Olmedo. (Original de Inés Rodena)
- J.J. Juez - México (1979) con Blanca Sánchez y Salvador Pineda. (Original de Arturo Moya Grau)